# 킹 핀 (영화)
《킹 핀》(영어: Kingpin)은 미국에서 제작된 피터 패럴리, 보비 패럴리 감독의 1996년 스포츠 코미디 영화이다. 우디 해럴슨, 랜디 퀘이드, 버네사 에인절, 빌 머리 등이 출연하였고, 브래드 크러보이 등이 제작에 참여하였다.

## 출연
- 우디 해럴슨
  - 윌 로사
- 랜디 퀘이드
- 버네사 에인절
- 빌 머리
- 린 셰이
- 롭 모런
- 크리스 엘리엇
- 로저 클레먼스
- 조너선 리치먼

## 기타 제작진
- 공동 제작: 짐 버크, 존 버톨리
- 협력 제작: J.B. 로저스
- 배역: 릭 몽고메리, 댄 퍼라다
- 의상: 메리 조프리스
- 음악 감독: 해피 월터스